# Coenocorypha barrierensis
La chochita de Isla Norte (Coenocorypha barrierensis) es una especie extinta de ave caradriforme de la familia Scolopacidae endémica de la Isla Norte de Nueva Zelanda.

## Taxonomía
El examen de la taxonomía de las chochitas de Nueva Zelanda se ha visto obstaculizado por la falta de material, datos erróneos de la localidad, especímenes mal identificados y nomenclatura confusa. La chochita de Isla Norte fue descrita en 1955 por Walter Oliver como una subespecie de la chochita de las Auckland (Coenocorypha aucklandica), pero desde entonces ha sido elevado al rango de especie completa, con material óseo de la Isla Norte. El epíteto específico barrierensis deriva de la localidad tipo, la isla Little Barrier localizada en la costa noreste de Nueva Zelanda.

## Distribución y extinción
Su distribución prehistórica comprendía la Isla Norte, donde se han encontrado restos subfósiles en varios lugares. Se extinguió en la parte continental de la Isla Norte tras la ocupación de Nueva Zelanda por los polinesios (los ancestros de los maoríes) y la introducción asociada de la rata del Pacífico (Rattus exulans). Sobrevivió en al menos una pequeña isla, Little Barrier en el golfo de Hauraki, hasta 1870, donde se tomó el espécimen tipo (y el único existente). Según Oliver, «alrededor de 1870 dos aves fueron vistas en Little Barrier por el capitán Bennett de la goleta Mary Ann. Una fue capturada viva pero murió en cautiverio, la otra escapó. El espécimen capturado fue presentado al museo de Auckland por el T.B. Hill y es la base del siguiente relato».